# 도나우인젤

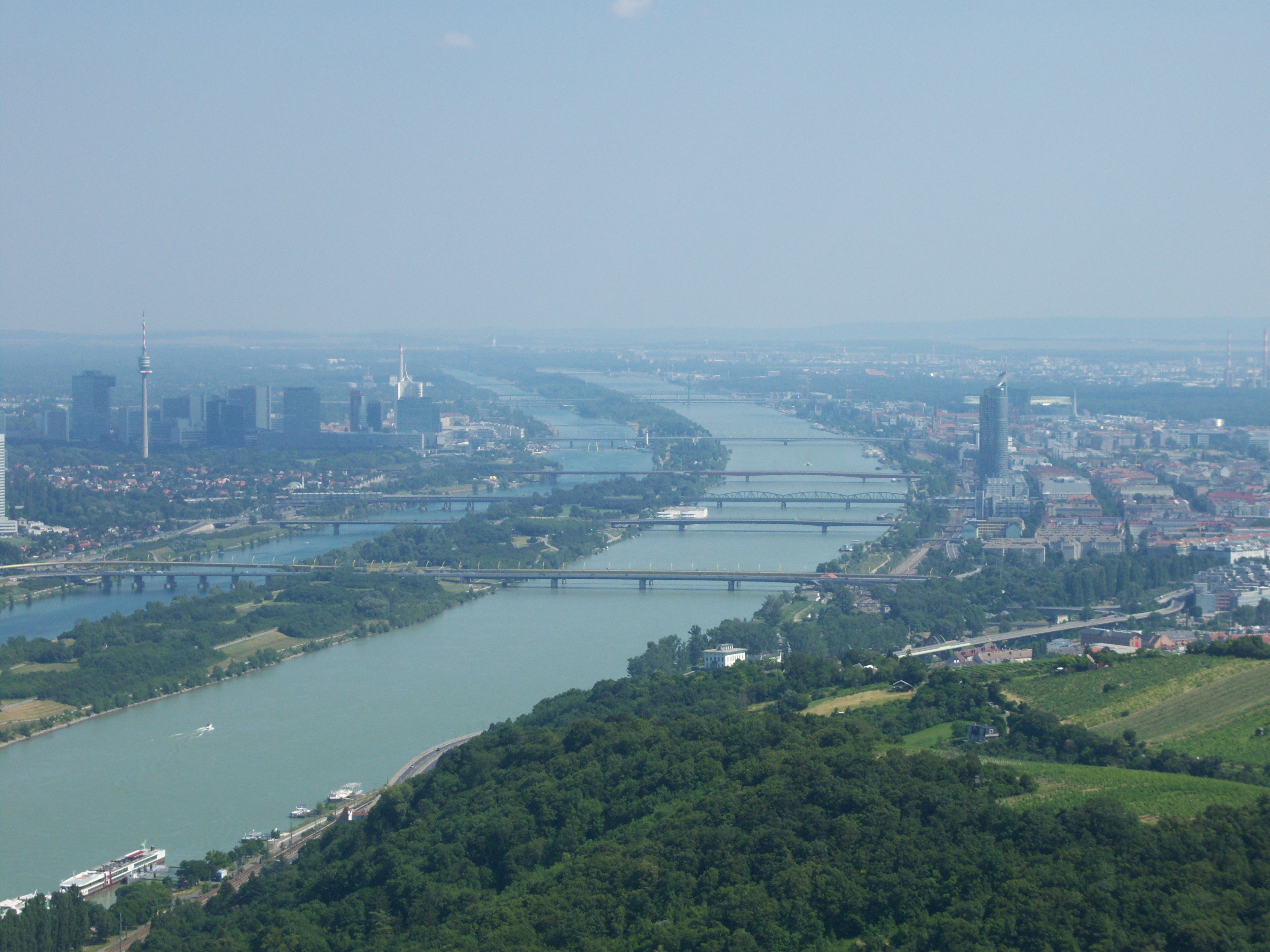

도나우인젤(Donauinsel)은 오스트리아 빈의 섬이다. 면적 3.9 평방 킬로미터를 덮고, 0.25 킬로미터 폭 21.3 킬로미터 다뉴브강에 중앙 비엔나에 위치한 섬, 자전거 타기, 수영, 스케이트, 카누 등의 활동을 할 수 있다, 비엔나 주민에서 인기있는 휴가 장소이다.